# Glavatac
Glavatac (kefalantus, lat. Cephalanthus), rod grmlja, drveća i drvenastih puzavica iz porodice broćevki. Postoji šest vrsta koje rastu po Sjevernoj i Južnoj Americi, Africi i Aziji.

## Ime roda
Ime rodu Cephalanthus dao je Linnaeus u Species Plantarum 1753. Generičko ime je izvedeno iz starogrčkih riječi κέφαλη (kephale), što znači "glava", i ἄνθος (anthos), što znači "cvijet".

## Opis
Rod je od najmanje šest vrsta grmlja ili malog drveća iz porodice Rubiaceae porijeklom iz Afrike, Azije i Sjeverne Amerike. Biljke su tako nazvane po svojim mirisnim kremasto bijelim kuglastim cvjetnim glavicama. Ponekad se koriste u uređenju okoliša i izvor su hrane za patke i druge vodene ptice. U Sjevernoj Americi obični grm (Cephalanthus occidentalis) je najpoznatiji član roda i može doseći visinu do 6 metara (20 stopa) u močvarama.

## Vrste
1. Cephalanthus angustifolius Lour.
2. Cephalanthus glabratus (Spreng.) K.Schum.
3. Cephalanthus natalensis Oliv.
4. Cephalanthus occidentalis L.
5. Cephalanthus salicifolius Humb. & Bonpl.
6. Cephalanthus tetrandra (Roxb.) Ridsdale & Bakh.f.